# Zapadynci (hromada Krasiłów)
Zapadynci (ukr. Западинці; pol. hist. Zapadyńce) – wieś na Ukrainie, w obwodzie chmielnickim, w rejonie chmielnickim, w hromadzie Krasiłów. W 2001 liczyła 998 mieszkańców.
Znajduje tu się przystanek kolejowy Zapadynci, położony na linii Szepetówka – Chmielnicki.

## Historia
W XIX i w początkach XX w. Zapadyńce położone były w Rosji, w guberni wołyńskiej, w powiecie starokonstantynowskim. Były siedzibą gminy Zapadyńce, później w gminie Krasiłów.
Po I wojnie światowej pod administracją polską, w Zarządzie Cywilnym Ziem Wołynia i Frontu Podolskiego, w okręgu wołyńskim, w powiecie starokonstantynowskim.
W wyniku postanowień traktatu ryskiego znalazły się w granicach Związku Sowieckiego. Od 1991 w niepodległej Ukrainie.